# Carl Emil Buchholz
Carl Emil Buchholz (* 1. August 1865 in Ohl; † 1. Dezember 1932 in Hannover) war ein deutscher Schießpulver- und Sprengstoff-Fabrikant.

## Leben
Carl Emil Buchholz wurde als Sohn des Schießpulver-Fabrikanten Carl August Buchholz geboren und entstammte damit einer alten oberbergisch-sauerländischen Familie von Pulvermühlenbetreibern. Nach Abschluss der Schulzeit studierte er an der Technischen Hochschule Hannover. Hier wurde er 1887 Mitglied des Corps Slesvico-Holsatia. Anschließend trat er in das väterliche Unternehmen Cramer & Buchholz mit Hauptsitz in Rönsahl ein. Mit der Erfindung des Dynamits durch Alfred Nobel hatten alle Schwarzpulverhersteller mit einem erhöhten Verdrängungswettbewerb zu kämpfen. Vor seinem Eintritt in das Unternehmen war es bereits 1887 zu dem Abschluss eines Kartellvertrags mit dem Unternehmen Wolff & Co. und 1889 zum Pulver-Kartell zwischen Cramer & Buchholz, Wolff & Co., der Vereinigte Rheinisch-Westphälische Pulverfabriken AG mit Sitz in Köln und der Pulverfabrik Rottweil-Hamburg gekommen, der über 37 Jahre, bis Ende 1925, jeder der vier Vertragsparteien die Wahrung ihrer Unabhängigkeit und Selbständigkeit zusicherte und die Verteilung des Gesamt-Betriebsergebnisses aller vier Unternehmen zusammen nach einem festgelegten Verteilungsschlüssel regelte. Die Entwicklung von rauchschwachem Pulver konnte den Verdrängungswettbewerb in den 1880er Jahren lediglich verlangsamen. Einen schweren Rückschlag erlitt das Unternehmen Cramer & Buchholz, als 1900 der Einsatz von Schwarzpulver in Steinkohlebergwerken im Deutschen Reich verboten wurde und nur noch Dynamit oder andere Sicherheitssprengstoffe eingesetzt werden durften.
Buchholz reagierte auf diese Entwicklung durch Gründung der Rönsahler Dynamitfabrik in Gogarten, die später in die Rheinisch-Westfälische Sprengstoff AG mit Sitz in Köln eingegliedert wurde. Als im militärischen Bereich rauchlose Pulver, basierend auf Schießbaumwolle und Nitroglycerin, das Schwarzpulver ablösten, verlagerte Buchholz die Produktion zunehmend in die in Rübeland im Harz gelegene Pulverfabrik, da dort im Gegensatz zu Rönsahl geeignete Produktionseinrichtungen vorhanden waren. Als Folge hiervon verlegte er den Hauptsitz vom Rönsahl nach Hannover. Nach dem Ersten Weltkrieg musste er das Unternehmen Cramer & Buchholz an die Köln-Rottweil AG (bis 1919 Vereinigte Köln-Rottweiler Pulverfabriken AG) verkaufen und erhielt einen Sitz in deren Aufsichtsrat. Mit der Schließung der letzten Pulvermühle im Jahre 1930 endete eine über 300-jährige Epoche der Schwarzpulverherstellung im Grenzgebiet zwischen Sauerland und Oberbergischem Land.
1898 war das Unternehmen Cramer & Buchholz an der Gründung der Zentralstelle für wissenschaftlich-technische Untersuchungen beteiligt.

## Auszeichnungen
- Carl Emil Buchholz trug den Ehrentitel eines Kommerzienrats.
- 1921 ernannte ihn das Corps Slesvico-Holsatia zum Ehrenburschen.